# Bottegoa insignis
Bottegoa insignis là một loài thực vật thuộc họ Sapindaceae. Loài này có ở Ethiopia, Kenya, và Somalia. Chúng hiện đang bị đe dọa vì mất môi trường sống.